# Ficus heteropoda
Ficus heteropoda är en mullbärsväxtart som beskrevs av Friedrich Anton Wilhelm Miquel. Ficus heteropoda ingår i släktet fikonsläktet, och familjen mullbärsväxter. Inga underarter finns listade i Catalogue of Life.